# Città di Darebin
La città di Darebin (Darebin City in lingua inglese) è una Local Government Area che si trova nello Stato di Victoria. Essa si estende su una superficie di 53 chilometri quadrati e ha una popolazione di 136.474 abitanti. La sede del consiglio si trova a Preston.

## Amministrazione

### Gemellaggi
- Baucau